# 16 Korpus Obrony Powietrznej (ZSRR)
16 Korpus Obrony Powietrznej – wyższy związek taktyczny wojsk obrony powietrznej Sił Zbrojnych ZSRR i Federacji Rosyjskiej.

## Struktura organizacyjna
W latach 1991–1992
- dowództwo – Gorki
- 210 pułk rakietowy OP – Morodzki
- pułk rakietowy OP – Riazań
- 3 Brygada Radiotechniczna